# Trichoplusia asapheia
Trichoplusia asapheia är en fjärilsart som beskrevs av Claude Dufay 1977. Trichoplusia asapheia ingår i släktet Trichoplusia och familjen nattflyn. Inga underarter finns listade i Catalogue of Life.